# Miss Perú 1953
El Miss Perú 1953 fue la segunda (2º) edición del certamen de belleza Miss Perú, se llevó a cabo el 26 de junio de 1953 en el Teatro Municipal de Lima, Perú. La organización del concurso estuvo a cargo del diario La Crónica. El éxito del concurso realizado el año anterior creó gran expectativa, como consecuencia ese año 37 candidatas de diferentes ciudades y regiones del país iniciaron la competencia, quedando luego del primer corte solo 15 semifinalistas que se disputaron la corona nacional.
La ganadora al final del evento fue Mary Ann Sarmiento Hall, quien representó a Perú en el Miss Universo 1953, siendo la primera peruana de la historia en clasificar a las semifinales del certamen internacional.

## Resultados
| Posiciones     | Candidata                                                                                         |
| Miss Perú 1953 | - Ucayali - Mary Ann Sarmiento                                                                    |
| 1ª Finalista   | - La Libertad - Lidia Mantilla Mayer                                                              |
| 2ª Finalista   | - La Punta - Zoila Lyons                                                                          |
| Top 6          | - Tingo María - Jessica Del Valle - Pisco - Leonor Monfor Jarufe - Lima – María Luisa de la Borda |

## Premios Especiales
- Miss Fotogénica - La Libertad - Lidia Mantilla Mayer
- Miss Simpatía - Cusco - Eloisa Guzmán
- Miss Elegancia - Ucayali - Mary Ann Sarmiento

## Candidatas
Las candidatas del Miss Perú 1953 fueron:
| - Amazonas - Vanessa Verelli - Apurímac - María José Reyes - Cajamarca - Jéssica Carranza - Chaclacayo - Martha Elena Quiroga - Cusco - Eloisa Guzmán - Ica - Gwendoline Ramos - Iquitos - Regina Sandoval - La Libertad - Lidia Mantilla Mayer | - La Punta - Zoila Lyons - Lima - María Luisa de la Borda - Loreto - Marisela Ocampo - Pisco - Leonor Monfor Jarufe - Tacna - Alissa Reséndez - Tingo María - Jessica Del Valle - Ucayali - Mary Ann Sarmiento |